# Zeeoorlogvoering

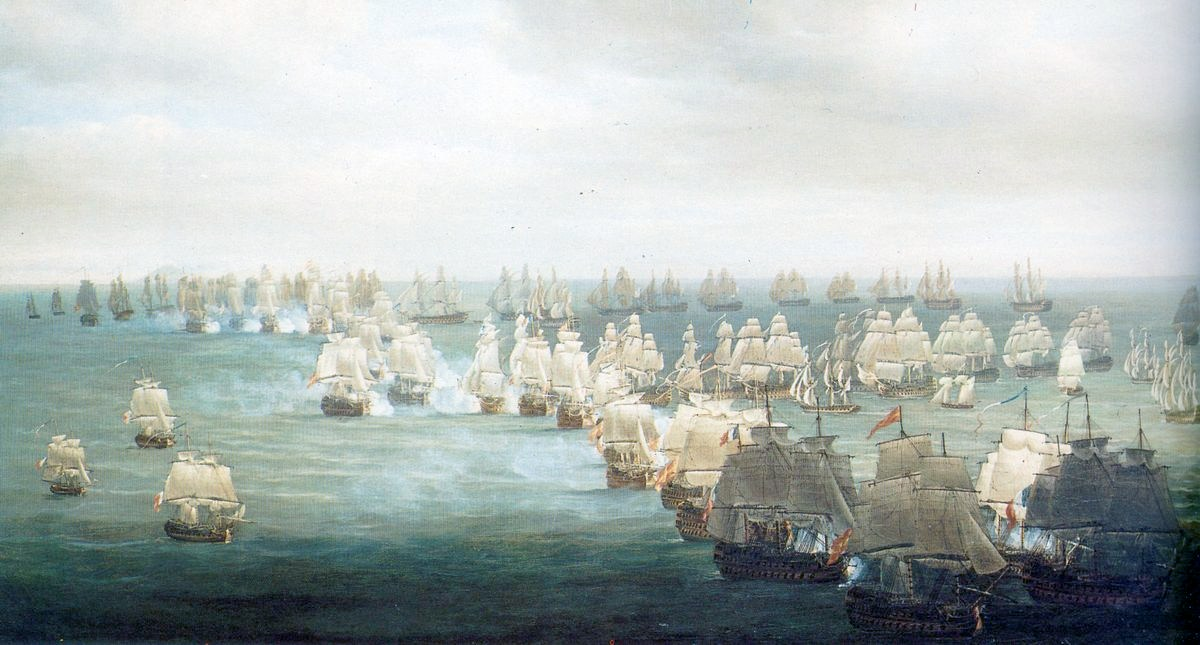
Schepen bij de Zeeslag bij Trafalgar.

Zeeoorlogvoering is het uitvechten van oorlogen op zee. De zeeoorlog is bijna zo oud als de scheepvaart zelf.

## Geschiedenis

### Oudheid
Bijna alle grote machten uit de oudheid maakten gebruik van oorlogsschepen: de Egyptenaren, de Assyriërs, de Babyloniërs...
Een uitzondering hierop vormden de Perzen, die hiervoor echter beroep deden op de zeer bedreven Feniciërs. de Feniciërs, en later de inwoners van hun kolonie Carthago. Deze waren zo goed in maritieme oorlogvoering dat voor de maritieme ontwikkeling van Rome enkel de oorlogsvloot van Athene het tegen hen kon opnemen.
De Grieken gebruikten in hun vloot biremen, triremen en later quinqueremen, respectievelijk met twee, drie en vijf rijen vanroeiers. Deze roeiers waren vrije mannen die hiervoor werden betaald.
De Romeinen, die in de Punische oorlogen Carthago versloegen, vervingen de vrijen door slaven en ontwikkelden de corvus, een loopbrug die meestal verticaal op het schip stond. Bij een entering werd de loopbrug neergelaten op het vijandelijk schip en een bronzen pin zorgde ervoor dat hij bleef steken. Ook maakten de Romeinen schepen met een reusachtige stormram en zelfs dubbelschepen met een belegeringstoren.

### Middeleeuwen
In de middeleeuwen viel de vernieuwing een beetje stil, daar men zich niet op diep water durfde begeven. Het prototype van het middeleeuwse schip had een grote voor- en achterbouw met kantelen. Deze bouwsels werden "kastelen"  genoemd.

### Nieuwe Tijd
De nieuwe tijd en de ontdekkingen die ermee gepaard gingen waren deels te danken aan de ontwikkeling van een duurzamer schip: de karveel. Dit schip was geschikt om grote oceaanreizen mee te maken.
De interesse in scheepsbouwkunde werd verder aangewakkerd door de piraterij en de koloniale oorlogen. Frankrijk verbaasde de wereld door begin 17e eeuw "La Couronne" te bouwen, een schip met reusachtige afmetingen en meer dan 100 kanonnen. Toch was het sneller dan de meeste van haar soortgenoten. Het bleef meer dan 2 eeuwen hét voorbeeld van een marineschip.
Nadat Portugal de zeegrootmacht van de 15e eeuw was geweest, Spanje die van de 16e eeuw en Frankrijk en de Republiek der Verenigde Provinciën in de 17e eeuw, kwam in de 18e eeuw Engeland aan de beurt, wiens Royal Navy nog lang de machtigste zou blijven. De marineschepen die in die tijd in omloop waren, waren de lichte sloepen, de brikken, de schoeners, de middelzware fregatten en de zware linieschepen. In de tweede oorlog met Engeland in 1812 bewezen de Verenigde Staten dat fregatten en kapers ook zware linieschepen aankonden.
In de Amerikaanse Burgeroorlog kwamen er weer veranderingen zoals de torpedo, de geschutskoepel, het ijzeren schip, de duikboot en de monitor, feitelijk een platform met artillerie erop.

### Nieuwste en Eigen Tijd
De Britse Royal Navy ontwikkelden begin 20e eeuw de dreadnought die zo goed was dat alle andere types overbodig werden. Duitsland, de opkomende supermacht begon een wapenwedloop die eigenlijk louter maritiem was, omdat een overwicht op zee bijna de garantie op totale suprematie leverde. In de Eerste Wereldoorlog voeren torpedoboten, torpedobootjagers, mijnenleggers en -vegers, slagschepen, (slag)kruisers en duikboten rond. Deze schepen moesten uitkijken voor nieuwe uitvindingen zoals dz mijnenvelden die onder andere werd aangelegd tussen de oostkust van Engeland en Noorwegen. De Duitse U-boten waren jarenlang de schrik van de zee, maar moesten zich ook verweren tegen nieuwe wapens als de dieptebommen en de hydrofoon. Met dit laatste konden schepen de Duitse onderzeeërs horen aankomen. Door met een draaiwiel de hydrofoon rond te draaien kon men bepalen waar de duikboot zich bevond. De onderzeeër, die een periscoop nodig had om boven water te kijken en dus aan de oppervlakte voer, werd dan afgeschoten met kanonvuur.
In de Tweede Wereldoorlog werden zware slagschepen steeds minder belangrijk. Onderzeebootbestrijding werd vergemakkelijkt met radar en sonar en een nieuw schip begon de zee te domineren: het vliegdekschip. Tussen de Verenigde Staten en Japan werden verschillende gevechten uitgevochten van marinevliegtuigen tegen elkaar en tegen schepen.
Tegenwoordig bestaan er nauwelijks nog slagschepen en torpedoboten. De taak van de tweede is overgenomen door de schepen die vroeger op hen joegen, de torpedobootjagers of destroyers. De duikboten, die vroeger werkten op diesel of op elektrische accu's, varen nu vaak op kernenergie. In theorie kunnen ze dus onbeperkt rondvaren. Sommige zijn uitgerust met nucleaire raketten. Enkele landen hebben nu zelfs stealth-schepen.

## Gebruik
Zeeoorlogen zijn essentieel om een koloniale macht te vestigen of te vernietigen. Het was bijvoorbeeld zelfmoord om het British Empire uit te dagen als je zelf niet beschikte over een geweldige vloot. De Britten moesten wel vanaf de 18de eeuw over de beste vloot beschikken, anders konden ze nooit hun rijk behouden. 
Schepen kunnen ontzettend handig zijn in oorlogen. Ze kunnen  voedsel, wapens, munitie en soldaten overbrengen en zo een land dat in het nauw zit toch nog redden. Daarom is het soms noodzakelijk voor een land om haar suprematie op zee te waarborgen of die van een ander land te bestrijden.
De Verenigde Staten wonnen van Japan dankzij hun vloot, en hetzelfde gebeurde tussen Groot-Brittannië en Duitsland.
Ook is het mogelijk een haven of een compleet land te blokkeren en af te schermen van de buitenwereld waardoor het, afgesneden van voedsel en gebruiksvoorwerpen, op de knieën gedwongen wordt. De Duitsers probeerden deze tactiek uit in beide wereldoorlogen, echter zonder succes door de superieure Britse en Amerikaanse marine.